# Église Saint-Martin de Grosrouvre
Pour les articles homonymes, voir Église Saint-Martin.
L'église Saint-Martin est une église catholique située à Grosrouvre, en France.

## Localisation
L'église est située dans le département français des Yvelines, dans la commune de Grosrouvre.

## Historique
L'édifice est classé au titre des monuments historiques en 1995.
Les peintures murales sont de Pierre-Léon Dusouchet.